# Karol Józef Teofil Estreicher
Karol Józef Teofil Estreicher (22. listopadu 1827, Krakov – 30. září 1908, Krakov) byl polský bibliograf a knihovník, který byl zakladatelem Polské akademie věd. I když je považován za otce polské bibliografie, je také považován i za zakladatele bibliografické metody při výzkumu literatury.

## Život
Estreicher byl synem Alojzy Rafała Estreichera, profesora přírodovědy na Jagelonské univerzitě. Po skončení studia filosofie a práva pracoval v soudnictví v Krakově a ve Lvově, kde se jeho vášní stala bibliografie. Markrabě Alexander Wielopolski ho jmenoval v roce 1862 jakožto pod-knihovníka a mimořádného profesora bibliografie ve škole Szkoła Główna Warszawska, kde poprvé představil bibliografii jakožto samostatnou disciplínu. V roce 1868 se vrátil do Krakova a stal se ředitelem Jagelonské knihovny, kde během 37leté služby v této funkci modernizoval a ztrojnásobil její sbírku.
Byl také spisovatelem, historikem, literárním kritikem, novinářem a divadelním kritikem.

## Dílo
- Bibliografia Polska: Wydanie Towarzystwa Naukowego Krakowskieg (polsky). Krakov: Drukarnia Uniwersytetu Jagiellońskiego. 1870.
- Bibliografia Polska XIX stulecia: lata 1881–1900. Bibliografia polska 19. Stulecia (polsky). Krakov: Nakładem Spółki Księgarzy Polskich. 1906–1916.